# Toril y Masegoso
Toril y Masegoso is een gemeente in de Spaanse provincie Teruel in de regio Aragón met een oppervlakte van 30,67 km². Toril y Masegoso telt 30 inwoners (1 januari 2016).

## Demografische ontwikkeling
Bron: INE, 1857-2011: volkstellingen
Opm.: In 1857 ontstond de gemeente Toril y Masegoso door de fusie van Toril en Masegoso